# Hans-Georg Schwarzenbeck
Hans-Georg "Katsche" Schwarzenbeck (München, 3 april 1948) is een Duitse ex-profvoetballer die zijn gehele carrière bij Bayern München heeft gespeeld als voorstopper. Voor deze club maakte hij een van de belangrijkste doelpunten uit de geschiedenis.

## Clubcarrière

### Club
Zoals gezegd speelde Schwarzenbeck zijn gehele carrière voor één club: Bayern München. In de jaren 60 en jaren 70 kwam dat vaker voor dan tegenwoordig, de bekendsten zijn: Sepp Maier en Gerd Müller (Bayern München), Bernd Hölzenbein en Jürgen Grabowski (Eintracht Frankfurt), Berti Vogts (Borussia Mönchengladbach) en Wolfgang Overath (1. FC Köln). Het voetballen leerde hij al vanaf jonge leeftijd op straat, net zoals andere grote voetballers uit die tijd. Op negenjarige leeftijd begint hij bij Sportfreunde München te voetballen. Een paar jaar later vertrekt hij naar de jeugd van Bayern München. In de veertien seizoenen die hij hier speelt wint hij veel prijzen.
Na bijna twee seizoenen langs de kant te hebben gestaan met een gescheurde achillespees, stopte Schwarzenbeck noodgedwongen in 1981 zijn actieve carrière. Hij was op dat moment nog maar 32 jaar, wat nog niet erg oud is voor een verdediger van zijn kaliber. Vanaf oktober 1967 tot augustus 1979 speelde hij als voorstopper 416 wedstrijden voor Bayern München waarin hij 21 doelpunten maakte.

### Prijzen
- Zes keer kampioen van de Bundesliga: 1969, 1972, 1973, 1974, 1980 en 1981
- Drie keer winnaar van de DFB-Pokal: 1967, 1969 en 1971
- Drie keer winnaar van de Europacup I: 1974, 1975 en 1976
- Een keer winnaar van de Europacup II: 1967
- Een keer winnaar van de Wereldbeker voor clubteams: 1976

### Doelpunt
Het belangrijkste doelpunt uit de historie van Bayern München scoort hij in de finale van de Europacup I tegen Atlético Madrid. Het is de eerste keer dat Bayern de finale bereikt. Het wil die avond bij Bayern totaal niet lopen, alle vedetten laten het na om hun klasse te etaleren. Het absolute dieptepunt die avond is Franz Beckenbauer, hij heeft meer oog voor de camera's aan de zijlijn, dan voor zijn teamgenoten. Na 90 minuten staat het nog steeds 0-0, er wordt begonnen met verlengen. In de 114e minuut maakt Luis Aragonés de bevrijdende 1-0 voor Atlético, de overwinning is bijna binnen. Schwarzenbeck loopt zich al de hele avond te ergeren aan het gedrag van zijn medespelers. Maar dan in de 119e minuut van de wedstrijd krijgt hij ineens de bal aangespeeld van Beckenbauer, uitgerekend hij. Vanaf een afstand van dertig meter, schiet hij met al zijn woede de bal recht op het doel af. De bal is onhoudbaar voor de keeper en door dit doelpunt dwingt "Katsche" een return-wedstrijd af. Deze wordt vervolgens twee dagen later gewonnen met 4-0 door Bayern. Gerd Müller maakte twee doelpunten evenals Uli Hoeneß. Dit alles hadden ze te danken aan Georg Schwarzenbeck.

## Interlandloopbaan
In de eerste wedstrijden die Schwarzenbeck voor het jeugdelftal van West-Duitsland speelde, leek het er niet op dat deze speler voor grotere prestaties was geboren: hij veroorzaakte een penalty en maakte een eigen doelpunt. Toch groeide de verdediger uit tot een fysiek sterke mandekker, die zijn gebrek aan subtiliteit zou compenseren met zijn inspirerende verschijning en harde tackles. De interlandcarrière van Schwarzenbeck begon in 1971 en hij zou tot een zeer succesvolle generatie gaan behoren, waarin hij lange tijde naast Beckenbauer zou doorbrengen zowel bij zijn club Bayern als in die Mannschaft. Beide waren precies even lang, toch waren ze op ongeveer alle andere vlakken elkaars tegenpolen. Beckenbauer was een elegante en lichtvoetige speler terwijl "Katsche" het moest hebben van zijn eenvoudige stijl en fysieke gesteldheid. Deze eigenschappen vormden echter wel de perfecte aanvulling op elkaar. De centrale verdediger zorgde ervoor dat Der Kaiser zijn beroemde liberostijl kon spelen.
Samen wonnen ze vele prijzen, eerst was daar het EK voetbal 1972 in België. Dit werd gewonnen door in de finale de Sovjet-Unie met 3-0 te verslaan. Met Duitsland won hij zijn eerste internationale titel, twee jaar later zou de volgende al worden binnengehaald. Op het WK voetbal 1974 in eigen land, bleek West-Duitsland opnieuw de beste ploeg te zijn. Nederland werd in de finale verslagen met 2-1. Twee jaar later staat Schwarzenbeck opnieuw in de finale van een groot toernooi, ditmaal het EK voetbal in Joegoslavië. Met 4-2 wordt er in de halve finale afgerekend met Joegoslavië. In de finale staat het tegenover Tsjecho-Slowakije. Na 25 minuten staan de Duitsers al met 0-2 achter, toch komen ze net voor het einde van de wedstrijd terug tot 2-2. De verlenging breekt aan maar hierin wordt niet meer gescoord, strafschoppen moeten voor de beslissing zorgen. Bonhof, Flohe en Bongartz maken geen fout, maar dan komt Uli Hoeneß. Hij schiet zijn bal huizenhoog over. Uiteindelijk brengt de wereldberoemde penalty van Panenka de beslissing, hij wordt met zijn team Europees kampioen.
Twee jaren later is Schwarzenbeck er op het WK voetbal 1978 in Argentinië, nog steeds bij. Hij speelt hier echter geen enkele wedstrijd, na dit toernooi besluit hij zijn interlandcarrière af te sluiten. Uiteindelijk heeft hij in zijn periode bij het nationale elftal 44 wedstrijden gespeeld waarin hij geen doelpunt scoorde.

## Nevencarrière
In tegenstelling tot vele andere voetballers, waaronder Beckenbauer, houdt Schwarzenbeck helemaal niet van alle media-aandacht. Ondanks de grote successen die hij vierde met Bayern München en die Mannschaft is hij heel gewoon en bescheiden gebleven. Bij het eeuwfeest van Bayern München komt hij kort even in beeld, het is duidelijk te zien dat hij zich ongemakkelijk voelt bij alle aandacht.
Tegenwoordig heeft de oud-speler een sigarenzaak in München, waar enkele jaren geleden een reportage over hem is opgenomen voor het tv-programma Sportpaleis De Jong.